# Constantin Dudu Ionescu
Constantin Dudu Ionescu (n. 21 mai 1956, București) este un om politic român.
A fost secretar de stat membru al guvernului, la Ministerul Apărării Naționale, susținut de PNȚCD, apoi ministru al apărării naționale (11 februarie - 17 aprilie 1998), iar mai apoi minstru de interne (21 ianuarie 1999 - 28 decembrie 2000). S-a remarcat prin propunerea unei amnistii generale legate de crimele săvîrșite în 1989. În legislatura 1996-2000, Constantin Dudu Ionescu a fost membru în grupul parlamentar de prietenie cu Japonia. 
După eșecul PNȚCD în alegeri, în anul 2000, a fost președinte interimar al PNȚCD, ulterior a părăsit PNȚCD, devenind membru al Partidului Conservator. La alegerile pentru Parlamentul României din 2008, a candidat din partea PD-L, într-un colegiu din sectorul 4, București. Deși s-a clasat pe primul loc ca număr de voturi, nu a fost ales deputat.
Pe plan profesional, Constantin Dudu Ionescu este licențiat al Facultății de Aeronave din cadrul Universității Politehnica din București; și-a început cariera ca inginer și a fost cercetător la Centrul de Motoare de Aviație București. În urma cererii sale, Constantin Dudu Ionescu nu a mai fost consilier la Cotroceni din martie 2025.